# Niebieski szlak turystyczny Chęciny – Łagów
 Niebieski szlak turystyczny Chęciny – Łagów im. Edmunda Padechowicza – szlak turystyczny na terenie Gór Świętokrzyskich.

## Przebieg szlaku
| Odległość | Atrakcje                                                                                                  | Punkt                        | Skrzyżowania szlaków                                                |
| --------- | --- | ---------------------------- | ------------------------------------------------------------------- |
| 0,0 km    | zamek · klasztor · kościół · zabytek judaizmu · cmentarz żydowski · rezerwat geologiczny · punkt widokowy | Chęciny, rynek PKS, MPK      | Chęciny – Kielce Wierna Rzeka – Chęciny                             |
| 5,0 km    | jaskinia                                                                                                  | jaskinia Piekło              |                                                                     |
|           | | Żakowa                       |                                                                     |
|           | rezerwat krajobrazowy                                                                                     | rezerwat Góra Żakowa         |                                                                     |
| 11,5 km   | pomnik | pomnik w Szewcach            |                                                                     |
|           | | Zielona                      | Piekoszów – Zgórskie Góry                                           |
| 14,0 km   | | Patrol                       | Chęciny – Kielce                                                    |
|           | | Trupień                      |                                                                     |
| 16,0 km   | | Słowik PKP, PKS, MPK         | Kielce Słowik – rezerwat Biesak-Białogon                            |
| 19,5 km   | | Biesak                       |                                                                     |
| 21,5 km   | punkt widokowy · pomnik                                                                                   | Pierścienica                 | Kielce, ul. Szczepaniaka – Pierścienica szlak spacerowy wokół Kielc |
| 23,7 km   | | Kielce, ul. Ściegiennego MPK |                                                                     |
| 24,4 km   | | Kielce, al. Popiełuszki MPK  | szlak spacerowy wokół Kielc                                         |
|           | | Hałasa                       |                                                                     |
| 25,6 km   | punkt widokowy · maszt                                                                                    | Telegraf                     |                                                                     |
| 26,9 km   | cmentarz                                                                                                  | Kielce, Bukówka MPK          | Kielce, ul. Zamkowa – Bukówka szlak spacerowy wokół Kielc           |
| 29,5 km   | | Mójcza MPK                   |                                                                     |
| 30,5 km   | punkt widokowy                                                                                            | Zalasna                      |                                                                     |
| 34,5 km   | | Otrocz                       |                                                                     |
| 36,0 km   | | Niestachów MPK               |                                                                     |
| 37,5 km   | | Sikorza                      |                                                                     |
| 39,0 km   | | Brzechów PKS                 |                                                                     |
| 42,0 km   | kościół · pomnik                                                                                          | Daleszyce PKS, MPK           |                                                                     |
| 44,0 km   | | Niwy                         |                                                                     |
| 47,5 km   | | Września                     |                                                                     |
| 49,0 km   | | Góra Stołowa                 |                                                                     |
|           | rezerwat roślinny                                                                                         | rezerwat Cisów               |                                                                     |
| 51,5 km   | | Włochy                       |                                                                     |
| 54,0 km   | rezerwat roślinny                                                                                         | Widełki                      | Szydłów – Widełki                                                   |
| 56,5 km   | | Zamczysko                    |                                                                     |
| 60,5 km   | | Kieł                         |                                                                     |
| 63,0 km   | | Sędek                        |                                                                     |
| 65,0 km   | | Bielowa                      |                                                                     |
| 69,0 km   | kościół · jaskinia                                                                                        | Łagów                        | Łagów – Nowa Słupia                                                 |

## Galeria

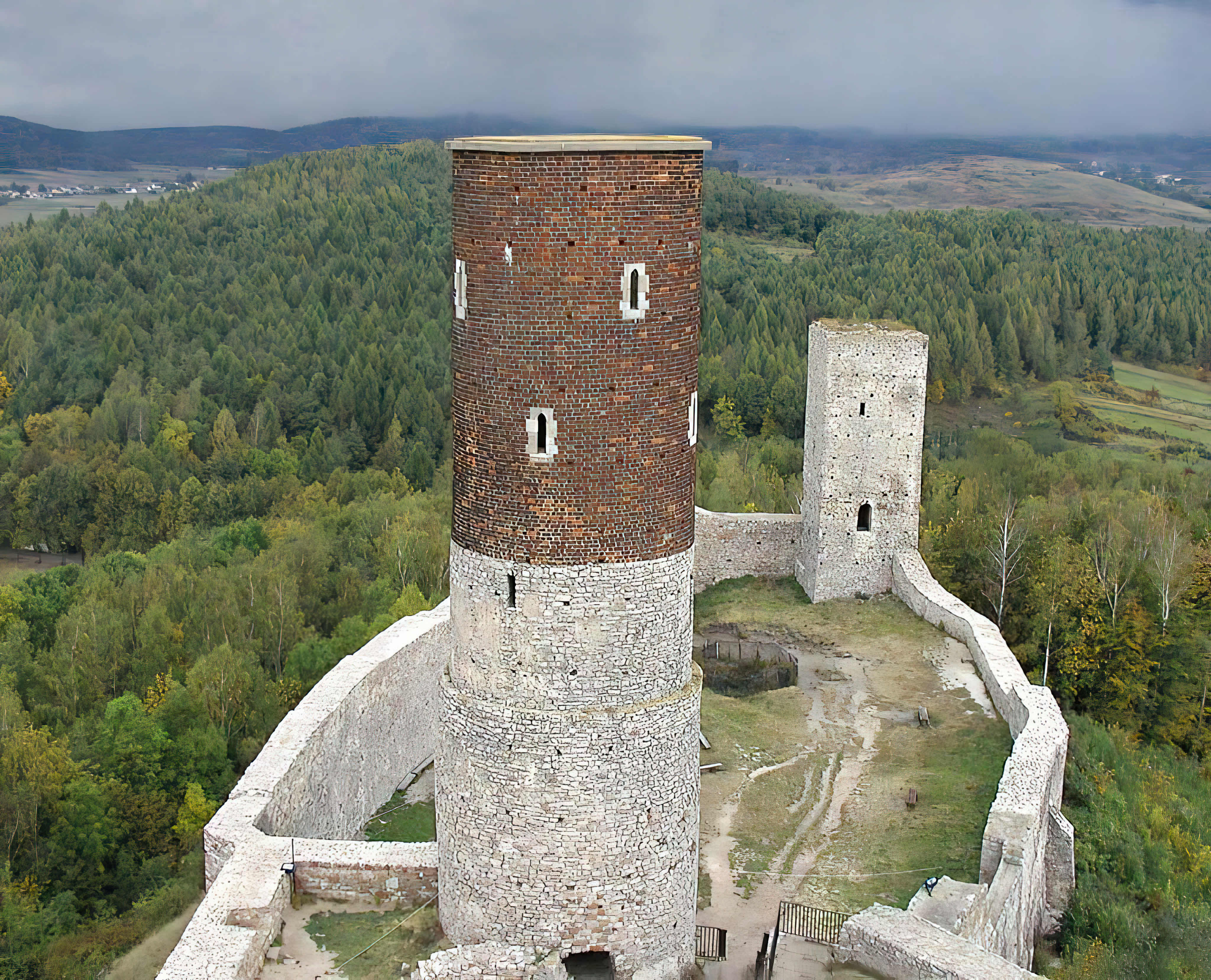
Zamek w Chęcinach
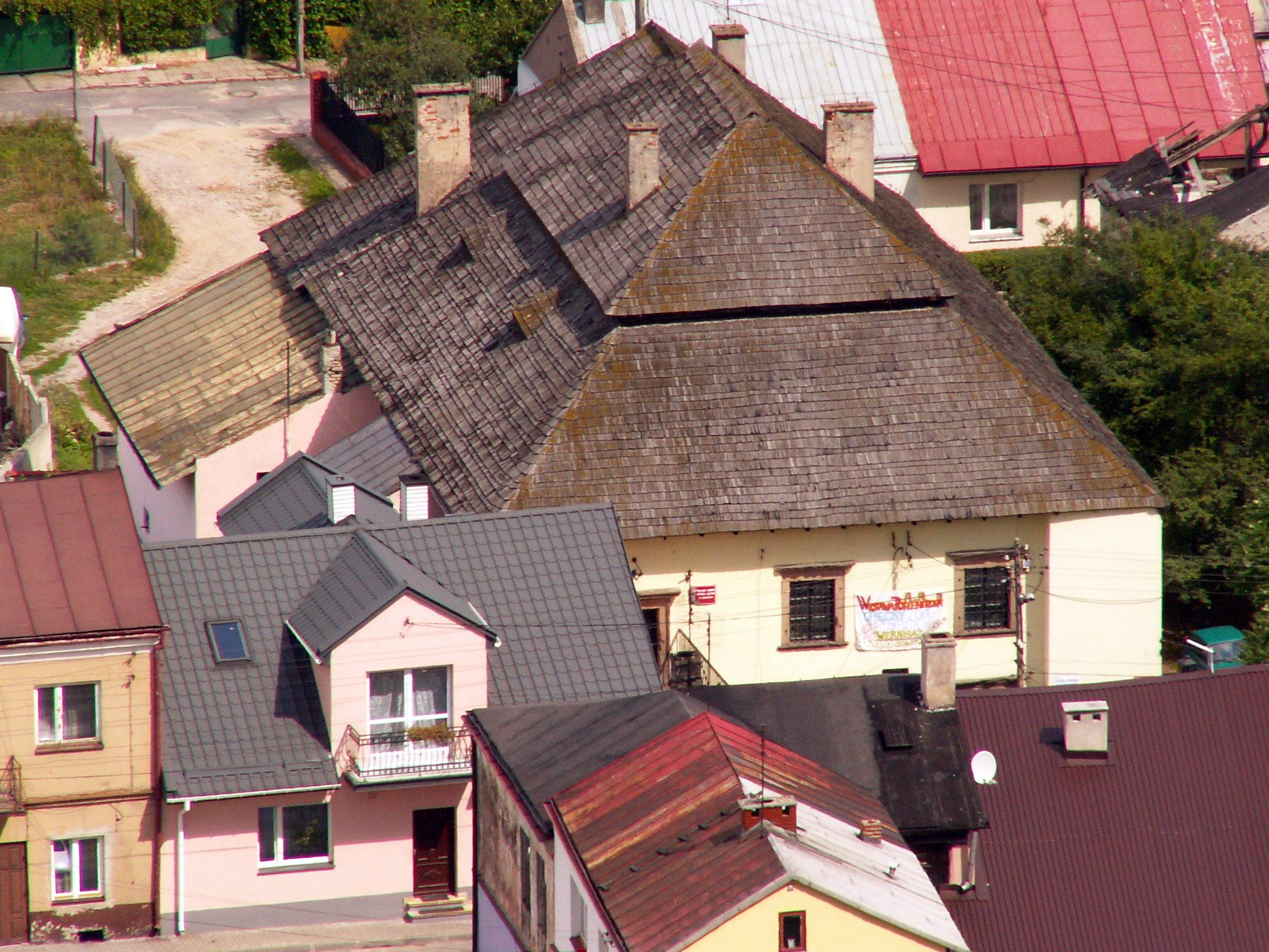
Synagoga w Chęcinach
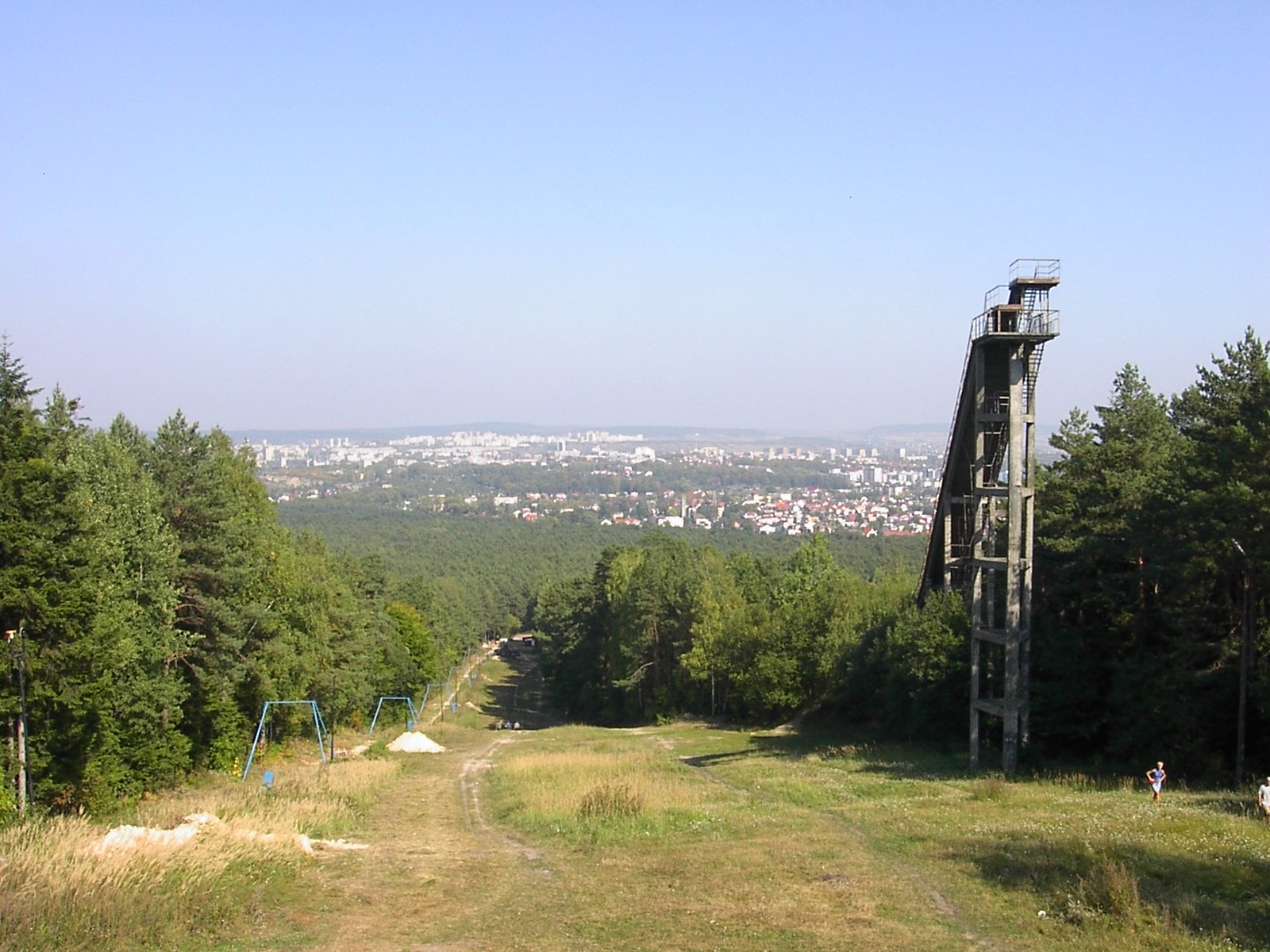
Panorama Kielc z Pierścienicy (po prawej nieistniejąca już skocznia narciarska)
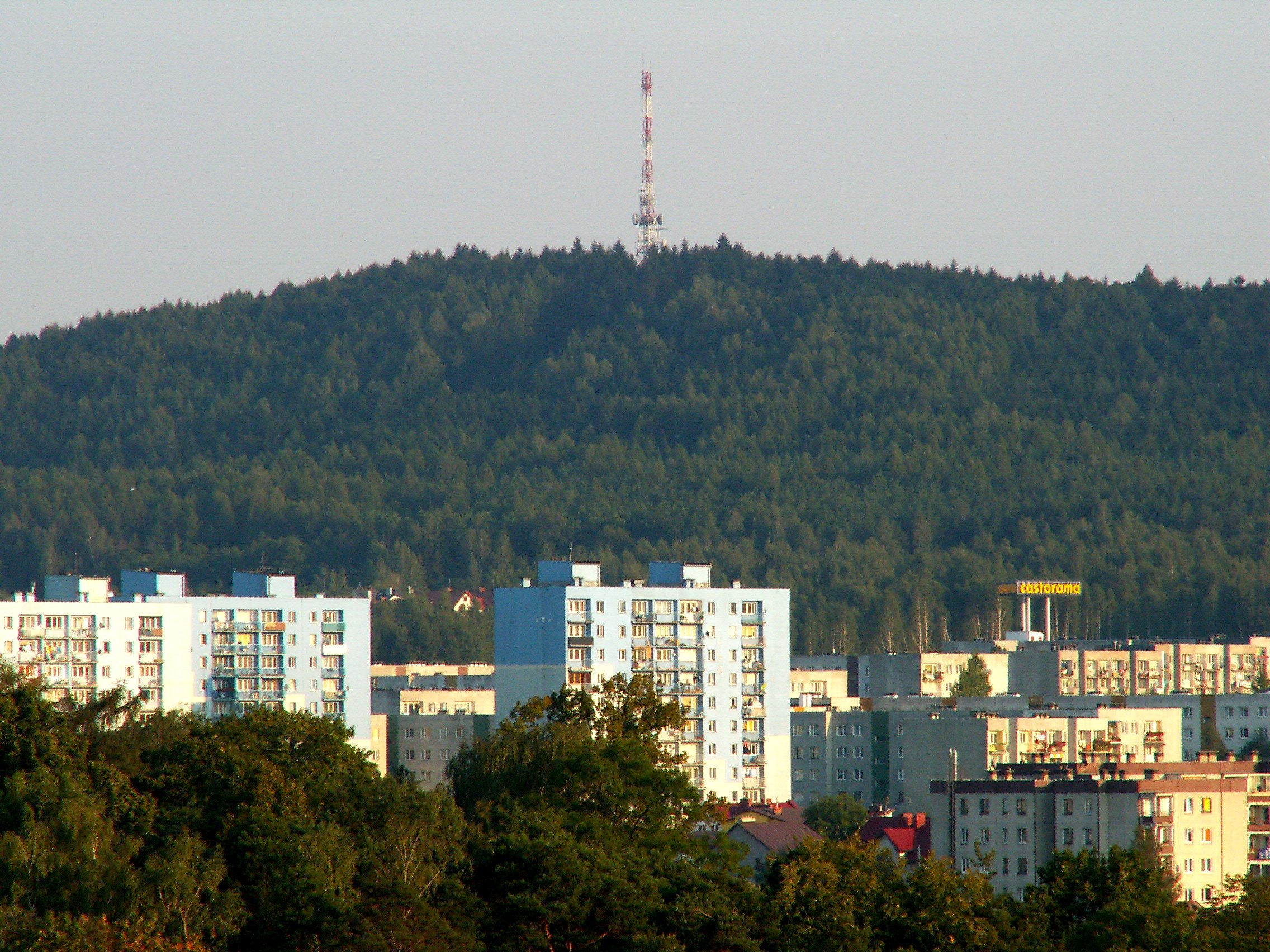
Góra Telegraf w Kielcach